# Ornithogalum pascheanum
Ornithogalum pascheanum är en sparrisväxtart som beskrevs av Franz Speta. Ornithogalum pascheanum ingår i släktet stjärnlökar, och familjen sparrisväxter. Inga underarter finns listade i Catalogue of Life.